# Matthäus Schmid Gruppe
Die Matthäus Schmid Gruppe aus dem oberschwäbischen Baltringen in der Gemeinde Mietingen ist ein Bau- und Immobilienunternehmen.

## Geschichte

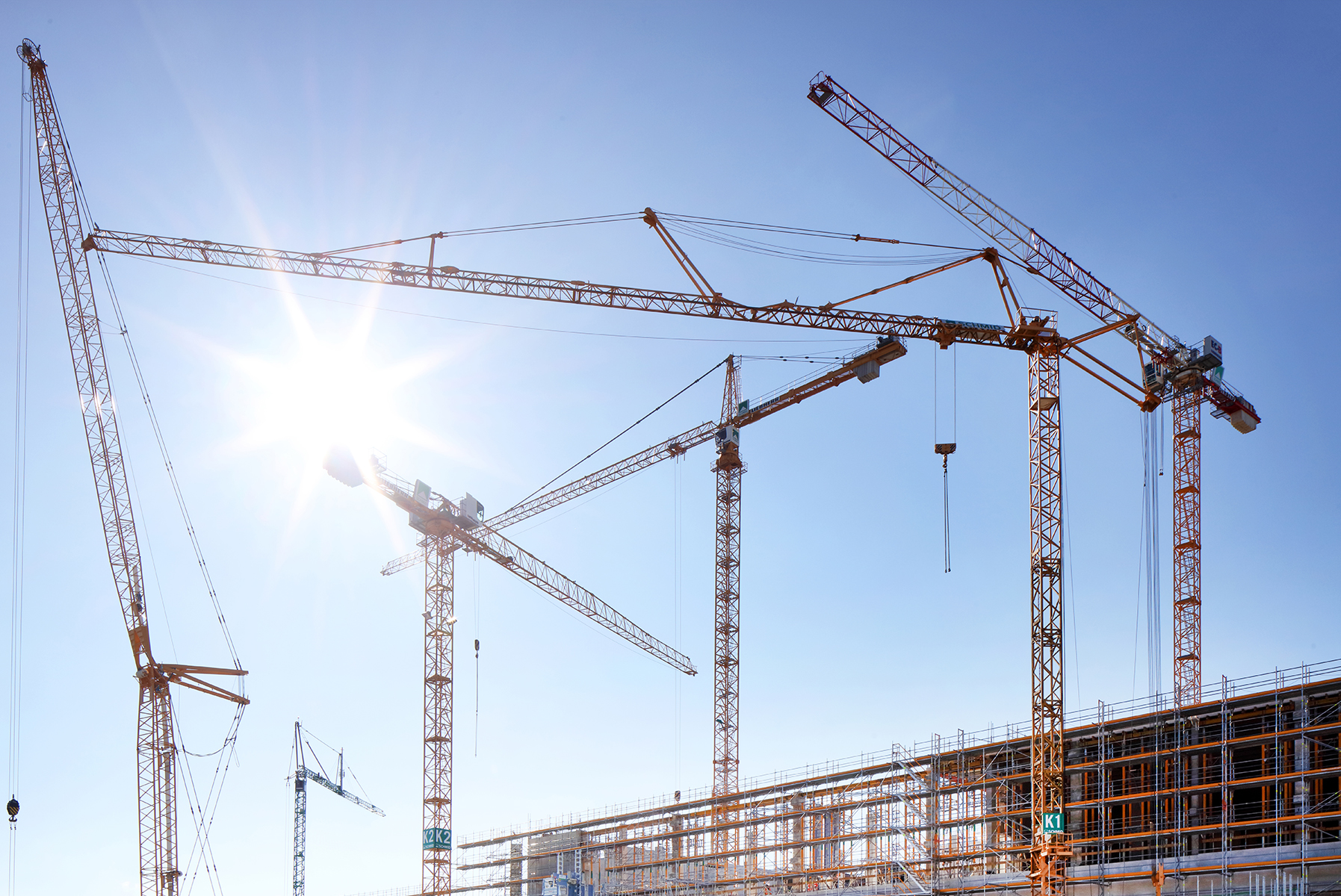
Baukräne auf einer Baustelle von Matthäus Schmid

Am 1. Januar 1963 gründete der Maurermeister Matthäus Schmid in seinem Heimatort Baltringen eine Baufirma, die zunächst fünf Mitarbeiter hatte. Nach einer anfangs schwierigen Auftragslage aufgrund des harten Winters 1962/63 erhielt er einen ersten größeren Auftrag mit dem Bau einer Villa für den Unternehmer Josef Uhlmann. Danach wuchs Schmids Firma sukzessive, nach der anfänglichen Fokussierung auf Maurern wurden innerhalb des Betriebes auch eine Zimmerei und eine Schlosserei gegründet.
In den 1990er-Jahren stiegen die Söhne Felix, Christian und Fridolin Schmid in das Unternehmen ein, sie übernahmen schließlich auch die Geschäftsführung von ihrem Vater. Das Unternehmen wurde in zweiter Generation ausgebaut und mehrere Tochtergesellschaften wurden gegründet. In Verbindung mit dem 2010 begonnenen Verkehrsprojekt Stuttgart 21 erhielt Matthäus Schmid einige größere Bauaufträge. 2020 erreichte das Unternehmen mit rund 150,1 Millionen Euro den bis zu diesem Zeitpunkt höchsten Umsatz der Unternehmensgeschichte.
Im Januar 2024 starb Unternehmensgründer Matthäus Schmid im Alter von 86 Jahren.

## Unternehmensstruktur

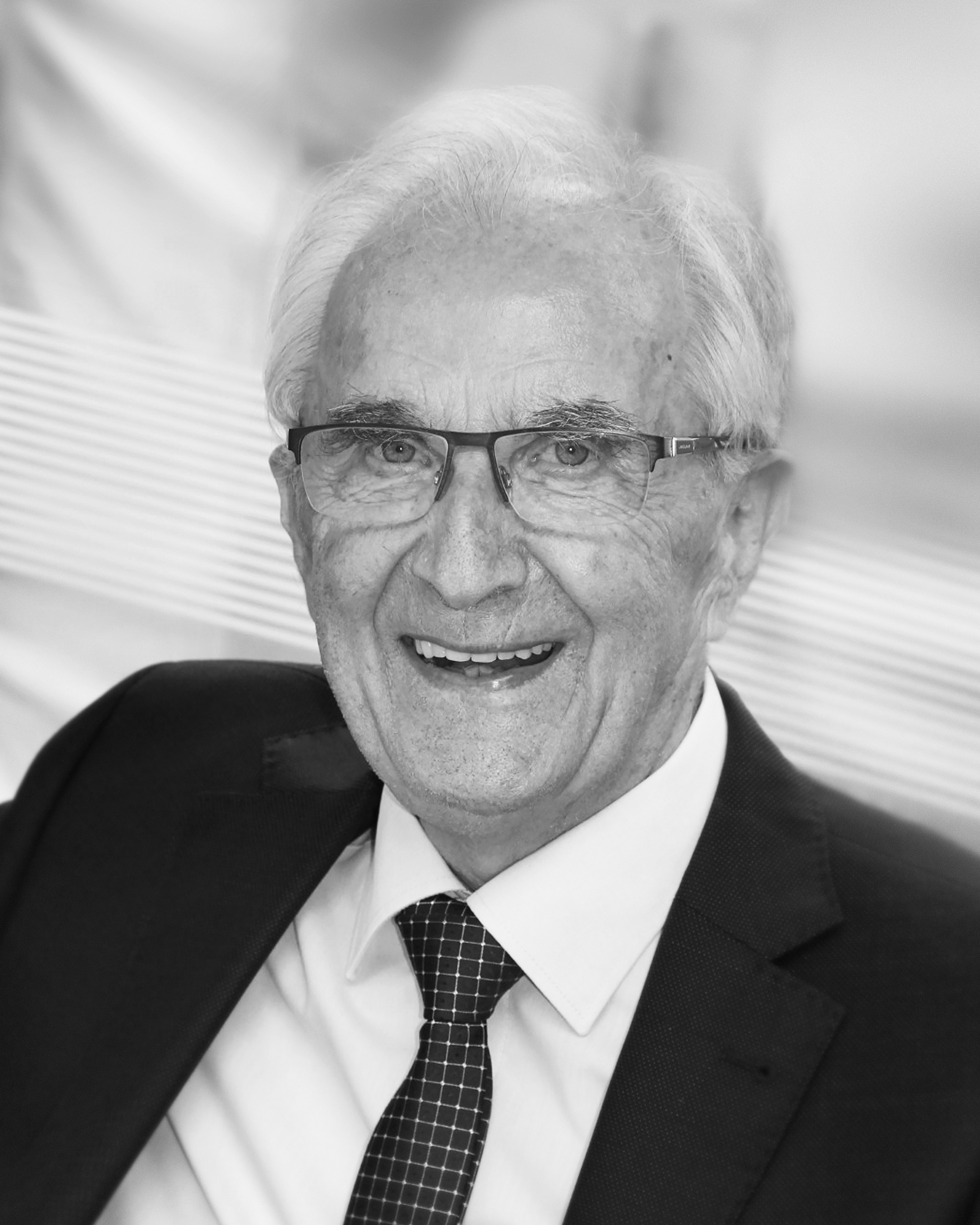
Firmengründer Matthäus Schmid

Die Konzernobergesellschaft von Matthäus Schmid ist die Matthäus Schmid Beteiligungs GmbH, zu der u. a. folgende Tochterunternehmen gehören: die Matthäus Schmid Bauunternehmen GmbH & Co. KG, die einen größeren Teil des Gesamtunternehmens ausmacht und verschiedene Bauvorhaben (Rohbau, Ingenieurbau, Tiefbau, Holzbau) übernimmt; die Matthäus Schmid Stahlbau GmbH & Co. KG, die im Bereich Stahlbau tätig ist; die Matthäus Schmid Immobilien GmbH & Co. KG, die Immobilienprojekte entwickelt und betreibt; und die MSB GmbH, die für Arbeitnehmerüberlassungen zuständig ist. Die Matthäus Schmid Beteiligungs GmbH erwirtschaftete in den letzten Jahren teilweise Umsätze von über 100 Millionen Euro. 2021 erreichte das Unternehmen 85 Millionen Euro Umsatz.
Die Firmenzentrale liegt in Baltringen, ihr angegliedert sind unter anderem eine Zimmerei, eine Stahlbaufertigung, ein Hochregallager, eine Fertigungshalle und ein Biomasseheizkraftwerk. Mit diesem Biomasseheizkraftwerk werden die Firmengebäude am Firmenstandort betrieben. Ein Bauhof auf dem Firmengelände dient zugleich als Logistikzentrum des Unternehmens. Die Stand 2023 rund 350 Mitarbeiter des Unternehmens setzen sich aus verschiedenen handwerklichen und akademischen Berufszweigen zusammen, die für das Bauen relevant sind.

## Produkte
2023 betrieb Matthäus Schmid rund 40 Baustellen gleichzeitig, insgesamt wurden seit Bestehen der Firma über 2500 Bauprojekte umgesetzt. In der Zeit von Matthäus Schmid wurde die Firma insbesondere mit dem Bau von Brücken verbunden. Auch weitere Projekte für Staat, Land und Kommunen wurden umgesetzt, beispielsweise das Rathaus der Stadt Laupheim und die Ulmer Synagoge. Daneben werden Gebäude für Industriekonzerne errichtet, in der Vergangenheit beispielsweise für Airbus, Kässbohrer, Boehringer oder Schleckers Konzernzentrale in Ehingen. 2023 wurde für die Röchling Gruppe ein großes Industriegelände bei Laupheim errichtet, das Bauunternehmen Matthäus Schmid war dabei Generalübernehmer und Projektentwickler.
Matthäus Schmid bietet von Planung über Bau bis zur Verwaltung des fertigen Gebäudes verschiedene Dienstleistungen im Bereich Bauen und Immobilien an. Übernommen werden Hoch- und Tiefbau, als Generalunternehmer Schlüsselfertiges Bauen, Ingenieur- und Brückenbau, Rohbau, Stahlbau, Holzbau, Fassaden- und Glasfassadenbau, Schalungsbau und Fertigteilbau. Daneben ist die Firma in verschiedene Immobilienprojekte eingebunden. Das Unternehmen operiert vornehmlich in einem regionalen Radius von bis zu 80 Kilometern.

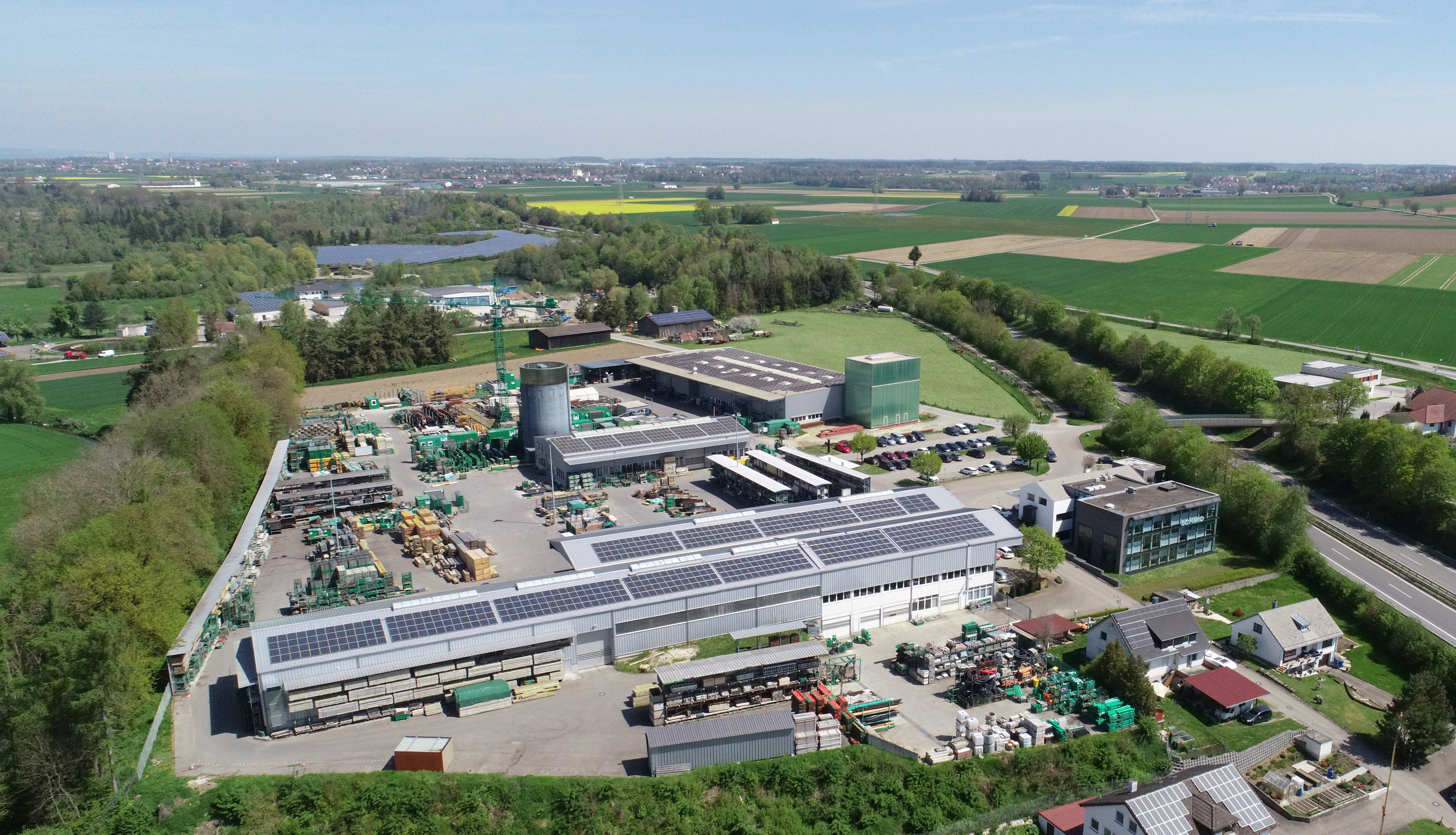
Firmengelände in Baltringen

## Auszeichnungen
- 2008: Hugo-Häring-Preis des Bundes Deutscher Architektinnen und Architekten für die Büroerweiterung Matthäus Schmid GmbH & Co. KG[12]
- 2016: BIM-Award (Building Information Modeling) für digitale Gebäudeplanung[4]
- 2020: Platz 5 unter den besten Ausbildungsbetrieben Deutschlands im Bereich Baugewerbe im Auftrag von Focus Money[13]
- 2020: Denkmalschutzpreis Baden-Württemberg für die Arbeit am ehemaligen Salzstadel am Marktplatz in Biberach an der Riß[14]
- 2020: Effizienzpreis Bauen und Modernisieren des Landes Baden-Württemberg in der Prämierungsstufe „Gold“ in der Kategorie „Modernisierung im Denkmalschutz“[15]
- 2022: Auszeichnung als „Top-Ausbilder 2022–2024“ durch die Handwerkskammer Ulm[16]